# Sokole Oko (serial telewizyjny)
Sokole Oko (ang. Hawkeye, 1994–1995) – amerykański serial przygodowy.
Światowa premiera serialu miała miejsce 18 września 1994 roku i był emitowany do 14 maja 1995 roku. W Polsce serial nadawany był dawniej na kanale TVP2.

## Obsada
- Lee Horsley jako Sokole Oko (Natty Bumppo)
- Lynda Carter jako Elizabeth Shields
- Dave "Squatch" Ward jako Sam
- Rodney A. Grant jako Chingachgook
- Garwin Sanford jako kapitan Taylor Shields

i inni

## Spis odcinków
| N/o            | Tytuł angielski   |
| -------------- | ----------------- |
|                |                   |
| SERIA PIERWSZA |                   |
|                |                   |
| 01             | Pilot             |
| 02             | Pilot             |
|                |                   |
| 03             | The Bear          |
|                |                   |
| 04             | The Furlough      |
|                |                   |
| 05             | The Siege         |
|                |                   |
| 06             | The Child         |
|                |                   |
| 07             | The Vision        |
|                |                   |
| 08             | Out of the Past   |
|                |                   |
| 09             | The Warrior       |
|                |                   |
| 10             | The Quest         |
|                |                   |
| 11             | The Escape        |
|                |                   |
| 12             | Fly with Me       |
|                |                   |
| 13             | The Ally          |
|                |                   |
| 14             | The Boxer         |
|                |                   |
| 15             | The Traitor       |
|                |                   |
| 16             | Amnesty           |
|                |                   |
| 17             | The Visit         |
|                |                   |
| 18             | Vengeance Is Mine |
|                |                   |
| 19             | The Plague        |
|                |                   |
| 20             | Hester            |
|                |                   |
| 21             | The Bounty        |
|                |                   |
| 22             | The Return        |
|                |                   |